# Big Guy and Rusty the Boy Robot
Cet article concerne la bande dessinée. Pour la série télévisée, voir Rusty le robot.
Big Guy ou Big Guy and Rusty the Boy Robot est une bande dessinée américaine créée en 1995 par Frank Miller pour le scénario, Geof Darrow pour les dessins et Claude Legris pour les couleurs. Elle a été éditée initialement par Dark Horse Comics en 1996 dans sa collection Legends. En France, elle a été publiée par Delcourt (collection Neopolis) en 1996 (ISBN 2-84055-051-2).
Elle a été adaptée à la télévision sous forme de série animée en 1999 sous le titre Rusty le robot (Big Guy and Rusty the Boy Robot).

## Synopsis
Un laboratoire japonais à Tokyo crée involontairement une créature géante qui dévaste la mégapole et absorbe ses habitants. Ce saurien résiste sans broncher aux assauts des Forces japonaises d'autodéfense. Le gouvernement japonais lance alors un petit robot équipé d'une intelligence artificielle ayant la forme d'un enfant, le dernier-né de la technologie japonaise, mais ce dernier n'arrive pas à arrêter la créature. Un appel à l'aide est donc lancé à Big Guy, un robot de combat géant des forces armées des États-Unis. Ce dernier, après un combat dantesque arrive à le détruire et le Japon lui offre Rusty pour l'assister dans ses futures missions.

## Personnages
- Rusty
- Big Guy
- Lieutenant Dwayne Hunter
- Docteur  Erika Slate
- Legion Ex Machina
- Jenny le singe